# Serra Morena (el Pont d'Armentera)
La Serra Morena és una serra situada als municipis del Pont d'Armentera a la comarca de l'Alt Camp i de Pontils a la de la Conca de Barberà, amb una elevació màxima de 925 metres.